# Ivo Aarts
Ivo Aarts (* 26. Oktober 1993) ist ein niederländischer Poolbillardspieler. Er wurde 2014 Vize-Europameister im 10-Ball.

## Karriere
Ivo Aarts begann im Alter von acht Jahren Billard zu spielen.
2008 und 2009 gewann er Bronze im 14/1 endlos der Schüler bei der Jugend-Europameisterschaft. Mit der Schüler-Mannschaft wurde er 2009 Europameister. 2010 erreichte er den dritten Platz bei den Junioren im 9-Ball.
Im Oktober 2012 erreichte Aarts erstmals die Finalrunde eines Euro-Tour-Turniers. Im Sechzehntelfinale der North Cyprus Open schied er jedoch gegen Alexander Kazakis aus.
Bei der Europameisterschaft 2013 erreichte Aarts das Halbfinale im 9-Ball und unterlag dort dem Serben Zoran Svilar mit 1:9. Bei den Austria Open schied er in der Runde der letzten 32 gegen Kazakis aus.
Im Juli 2013 wurde er Dritter bei den Benelux Open. Bei der 9-Ball-Weltmeisterschaft im September schied Aarts in der Runde der letzten 64 gegen Titelverteidiger Darren Appleton aus.
Bei den North Cyprus Open 2013 erreichte Aarts sein bislang bestes Ergebnis auf der Euro-Tour. Im Viertelfinale unterlag er dem späteren Finalisten Daniele Corrieri mit 3:9.
Bei der EM 2014 gelang es Aarts im 10-Ball ins Finale einzuziehen, er verlor dieses jedoch gegen David Alcaide mit 4:8. Wenige Tage später unterlag er im Achtelfinale der North Cyprus Open dem späteren Sieger des Turniers, Ralf Souquet.
Im Mai 2014 wurde Aarts Neunter beim 9-Ball-Turnier des Deurne City Classic.
Bei der 9-Ball-WM 2014 schied er in der Vorrunde aus.
Seit 2012 spielt Aarts beim 1. PBC Hürth-Berrenrath. Mit stieg er in der Saison 2012/13 in die  1. Bundesliga auf.